# Cascade Vondelpark
Cascade ofwel Écriture sur l'eau is een artistiek kunstwerk in Amsterdam-Zuid, Vondelpark.
Het beeld is een overblijfsel van een beeldenexpositie die in 1965 georganiseerd werd ter gelegenheid van 100 jaar Vondelpark. De expositie werd samengesteld door Willem Sandberg van het Stedelijk Museum Amsterdam. Na de expositieafsluiting verdwenen in de loop der jaren alle beelden weer, alleen deze cascade en Figure découpée van Pablo Picasso bleven staan. De kunstenaar Shamai Haber schonk het beeld aan de gemeente Amsterdam, blij dat hij uitgenodigd was voor die tentoonstelling. Het beeld is gefundeerd op 50 palen en blokken van graniet. Het beeld zelf bestaat uit leisteen, de ligging daarvan vertoont horizontale belijning. Over het leisteen lopen waterstromen uit zeer kleine fonteintjes; cascade. Even verderop staan "echte" fonteinen.